# Чунджон (ван Чосону)
Чунджон (кор. 중종, 中宗, Jungjong, Chungjong); ім'я при народженні Лі Йок (кор. 이역, 李懌, I Yeok, Yi Yŏk; 16 квітня 1488 — 29 листопада 1544) — корейський правитель, одинадцятий володар держави Чосон.
Посмертні титули — Конха-теван, Сонхьо-теван .